# Grailknights

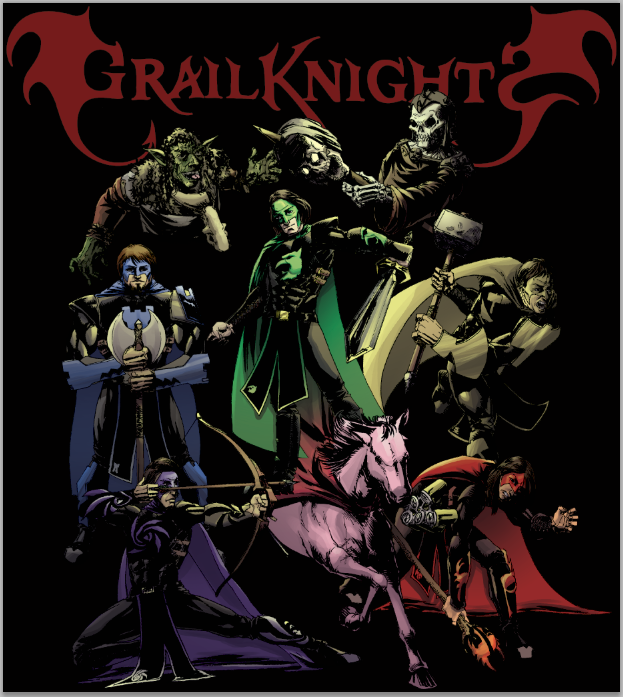
Grailknights, Dr. Skull, Morph & Zapf Beauty

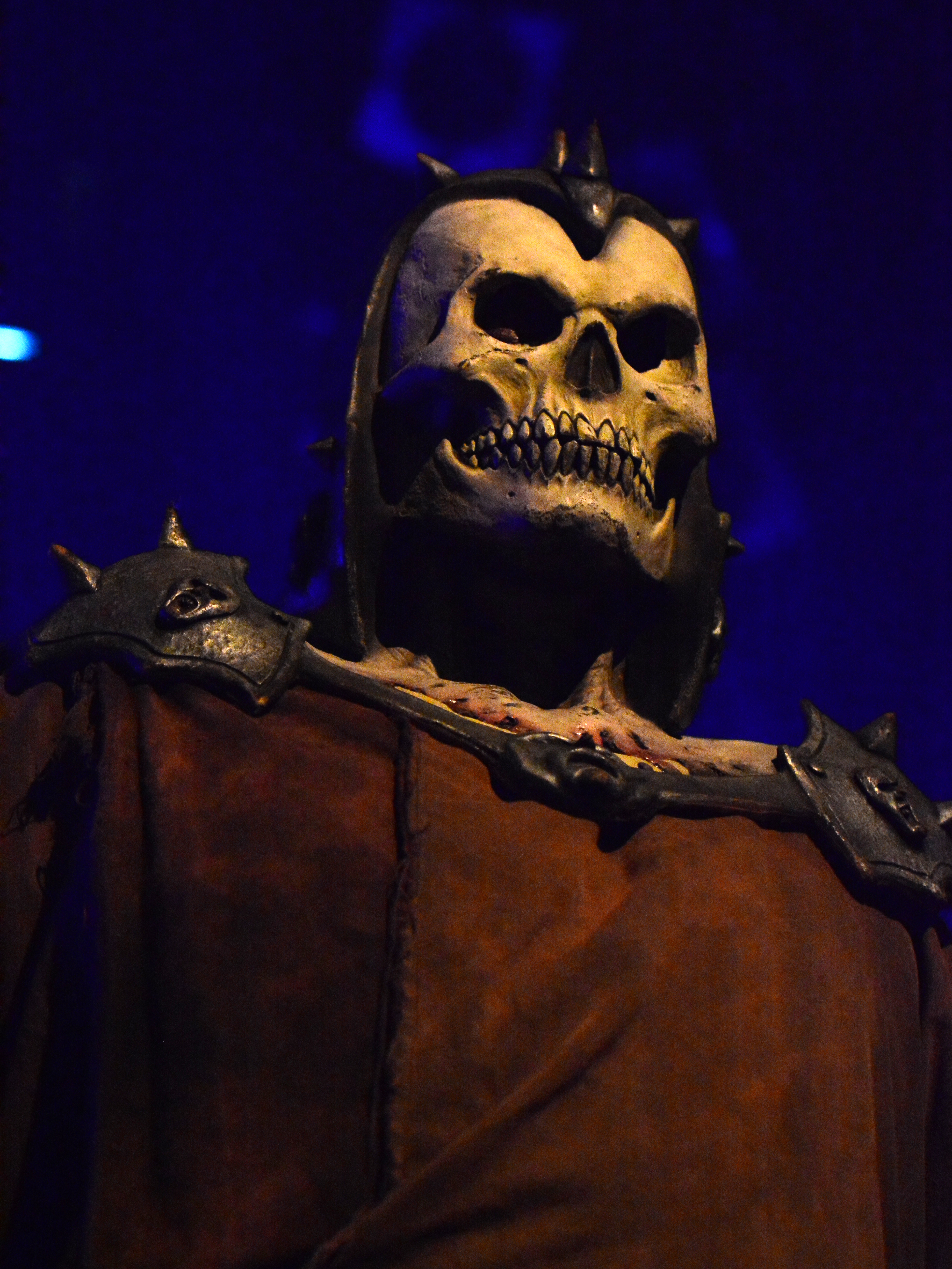
Dr. Skull

Die Grailknights sind eine Metalband aus Hannover. Ihre Musik lässt sich stilistisch dem Melodic Death Metal und Power Metal zuordnen. Ihre Liveauftritte beinhalten eine stark theatralische Komponente, die von dem Zusammenspiel zwischen Band und Publikum (genannt „Battlechoir“) lebt.

## Geschichte
Die Band wurde Ende 2002 von Musikern aus Wunstorf und Hannover unter dem Namen Galactic Grailknights gegründet. Nach einigen lokalen Auftritten wurde 2004 das erste, in Eigenproduktion entstandene, Album Across the Galaxy veröffentlicht. Das Wort „Galactic“ war hier bereits aus dem Bandnamen verschwunden. Es folgten Konzerte in ganz Norddeutschland. Das zweite Album, Return to Castle Grailskull, war zu diesem Zeitpunkt schon fast fertiggestellt, und kam im Jahr 2006 in den Handel. Am 24. Juni 2008 erschien die dritte Platte Alliance, die anfangs nur über die Homepage der Band zu erwerben war.
Im Herbst 2008 begleiteten die Grailknights die schwedische Powermetal-Band Sabaton auf deren Europatournee als Vorband.
Im November 2009 gingen die Grailknights zum ersten Mal als Headliner auf Europatournee; unterstützt wurden sie hierbei von der amerikanischen Power-Metal-Band Zandelle. Neben einigen Auftritten in Deutschland gab die Band auch in Dänemark, Polen und Belgien Konzerte.
Im Februar 2010 gab die Band bekannt, dass der Schlagzeuger Duke of Drumington die Band verlässt. Am 10. März 2010 wurde bekanntgegeben, dass der neue Schlagzeuger Matthias „Metalmachine“ Liebetruth (seit 2002 Schlagzeuger von Running Wild) engagiert wurde und unter dem Pseudonym „Baron van der Blast“ auftritt.
Am 16. Dezember 2010 erschien die erste Live-DVD der Band, betitelt Live at the Gates of Grailham City.
Am 4. März 2011 gab die Band bekannt, dass Lord Lightbringer die Band im April verlassen wird und am 9. Juli 2011 wurde ebenfalls bekannt gegeben, dass Mac Death die Band aus persönlichen Gründen verlassen hat. Als Ersatz für Lord Lightbringer wird Sovereign Storm wieder an seine Stelle treten, welcher bereits als Ersatz für ihn tätig war.
Anfang Dezember 2014 stellten sich die „neuen“ Knights auf der Sabaton Cruise vor. Neu dabei waren der Count Cranium als Ersatz für Mac Death und Earl Quake als zusätzlicher Gitarrist.
2014 erschien ihr neues Album Calling the Choir auf dem hannoverschen Label Intono-Records.
Im Frühjahr 2016 gingen die Knights mit Van Canto (Headliner) auf Tour durch Europa. Dort wurden Städte wie London, Prag, Paris, Wien und Oberhausen besucht.
Am 4. Dezember 2016 gab die Band bekannt, dass Earl Quake die Band verlassen hat. Count Cranium wechselte zur Gitarre und der Bass wurde von dem neuen Knight Duncan MacLoud übernommen.

## Konzept
Der ewige Kampf von Gut gegen Böse ist der Kern des Konzeptes der Band, das in Grundzügen an jenes der Masters of the Universe erinnert. So führen die Knights ihre ewigen Schlachten gegen Dr. Skull von Castle Grailskull, ihrer heimatlichen Burg in Grailham-City, aus. Sie selbst treten dabei in Superheldenkostümen bzw. „Superheldenrüstungen“ auf, inklusive aufgemalter Gesichtsmaske als Parodie auf Corpsepaint. Im Gegensatz zum Black Metal dominieren bei der Bemalung und Bekleidung der Grailknights nicht schwarze und weiße Farben, sondern Schwarz und eine individuelle Farbe für jedes Mitglied der Band: Schwarz/Grün (Sir Optimus Prime), Schwarz/Gelb (Lord Drumcules), Schwarz/Violet (Sovereign Storm), Schwarz/Rot (Count Cranium) und Schwarz/Blau (Duncan MacLoud)

Grailknights auf dem Rockharz 2018
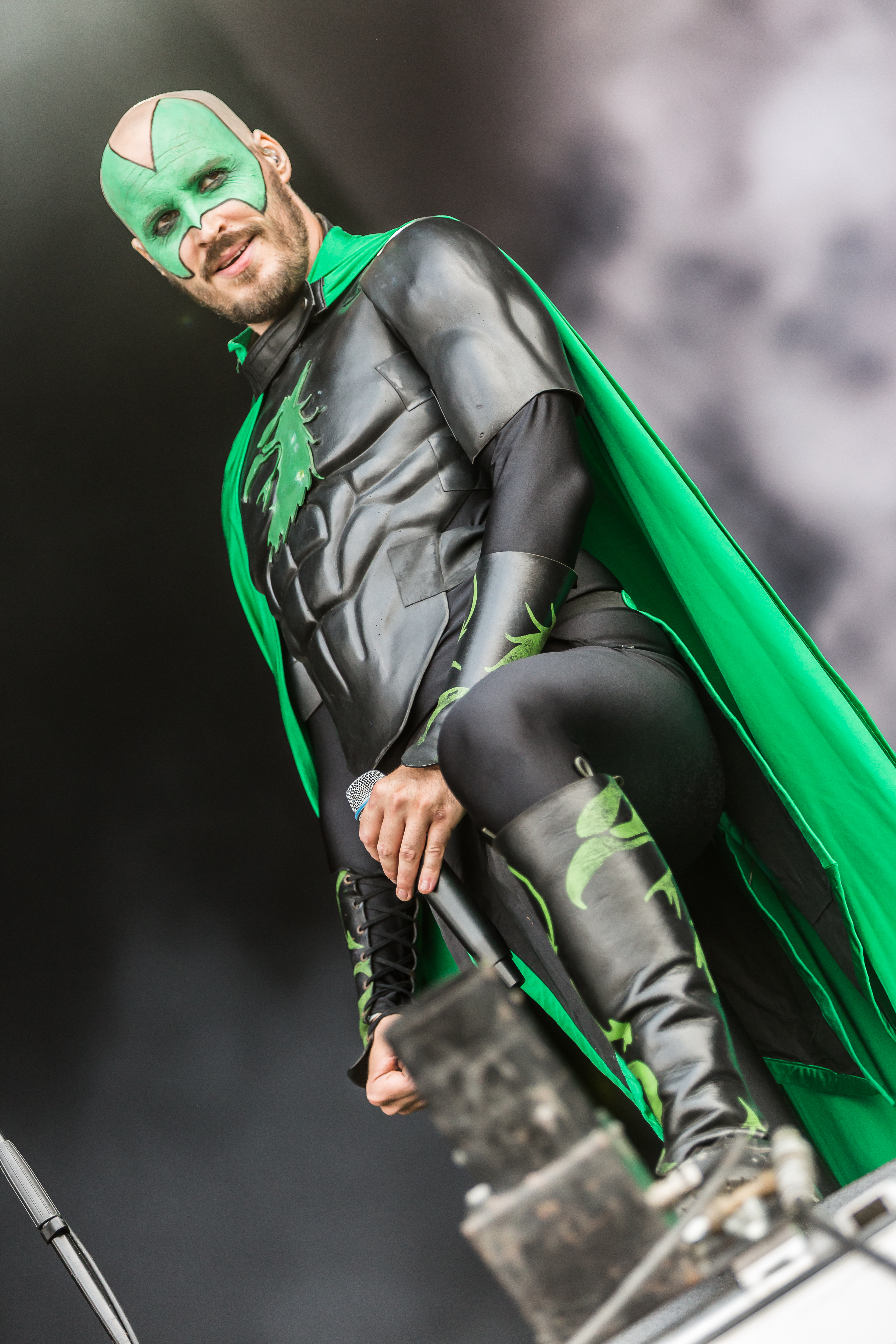
Sir Optimus Prime
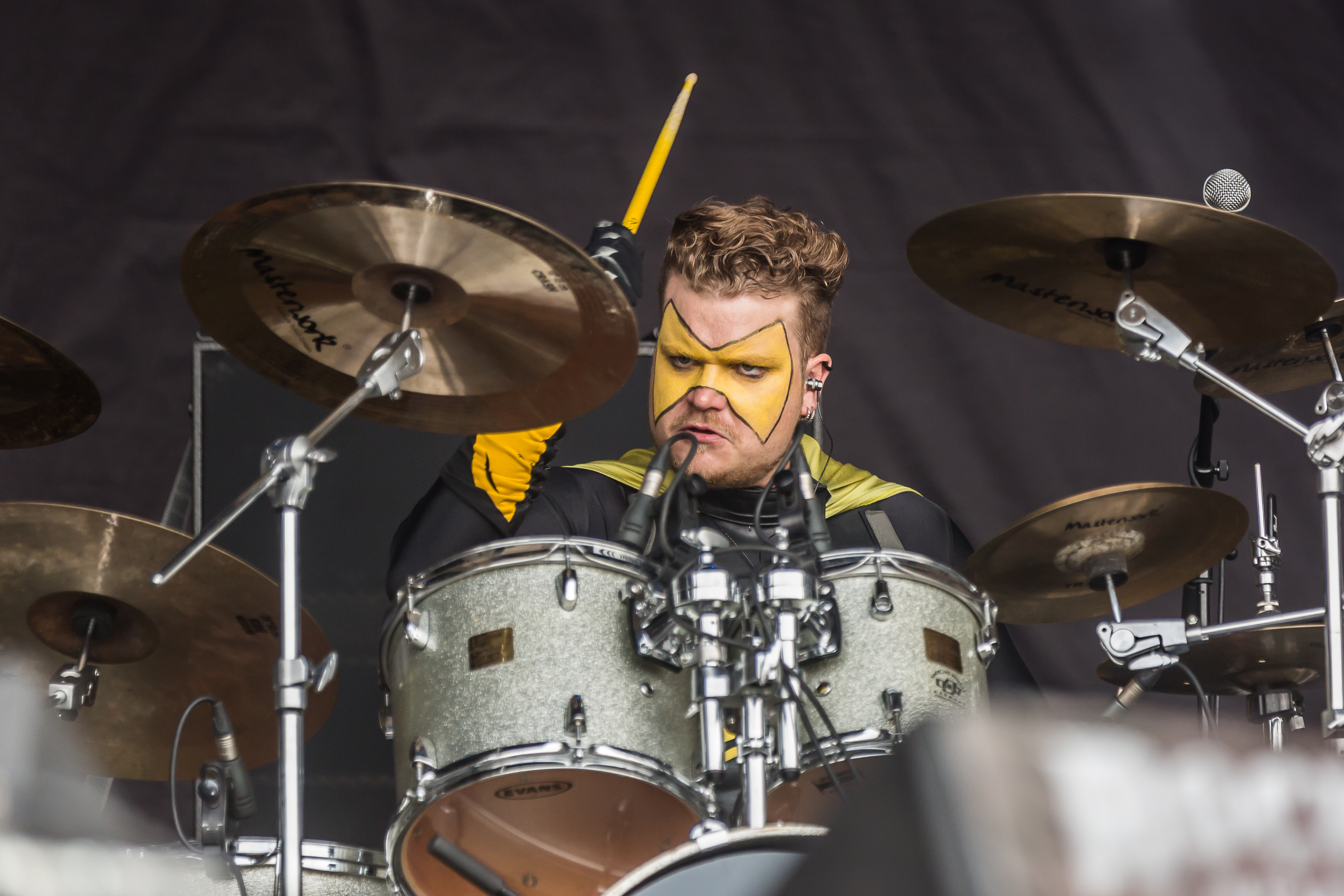
Lord Drumcules
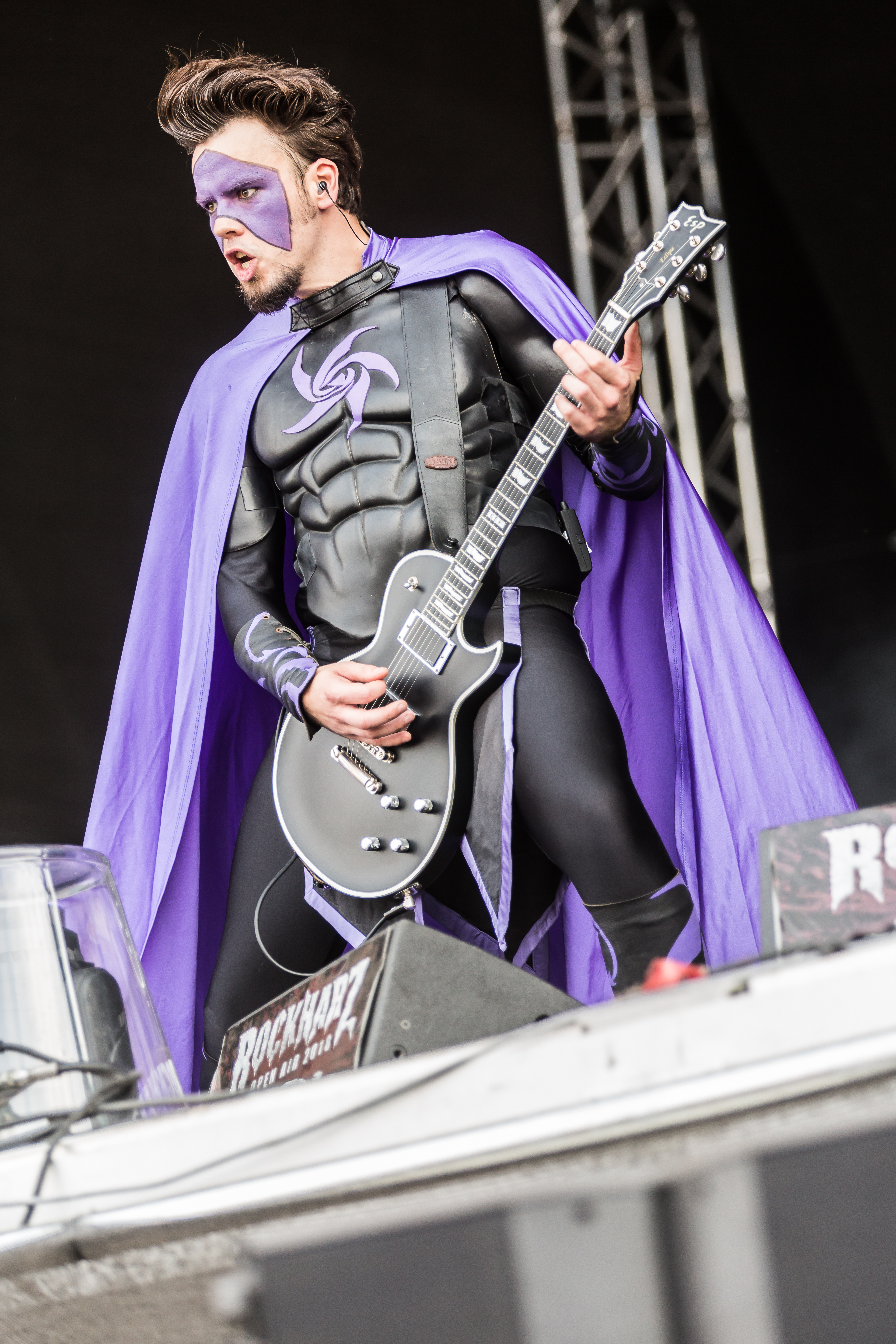
Sovereign Storm
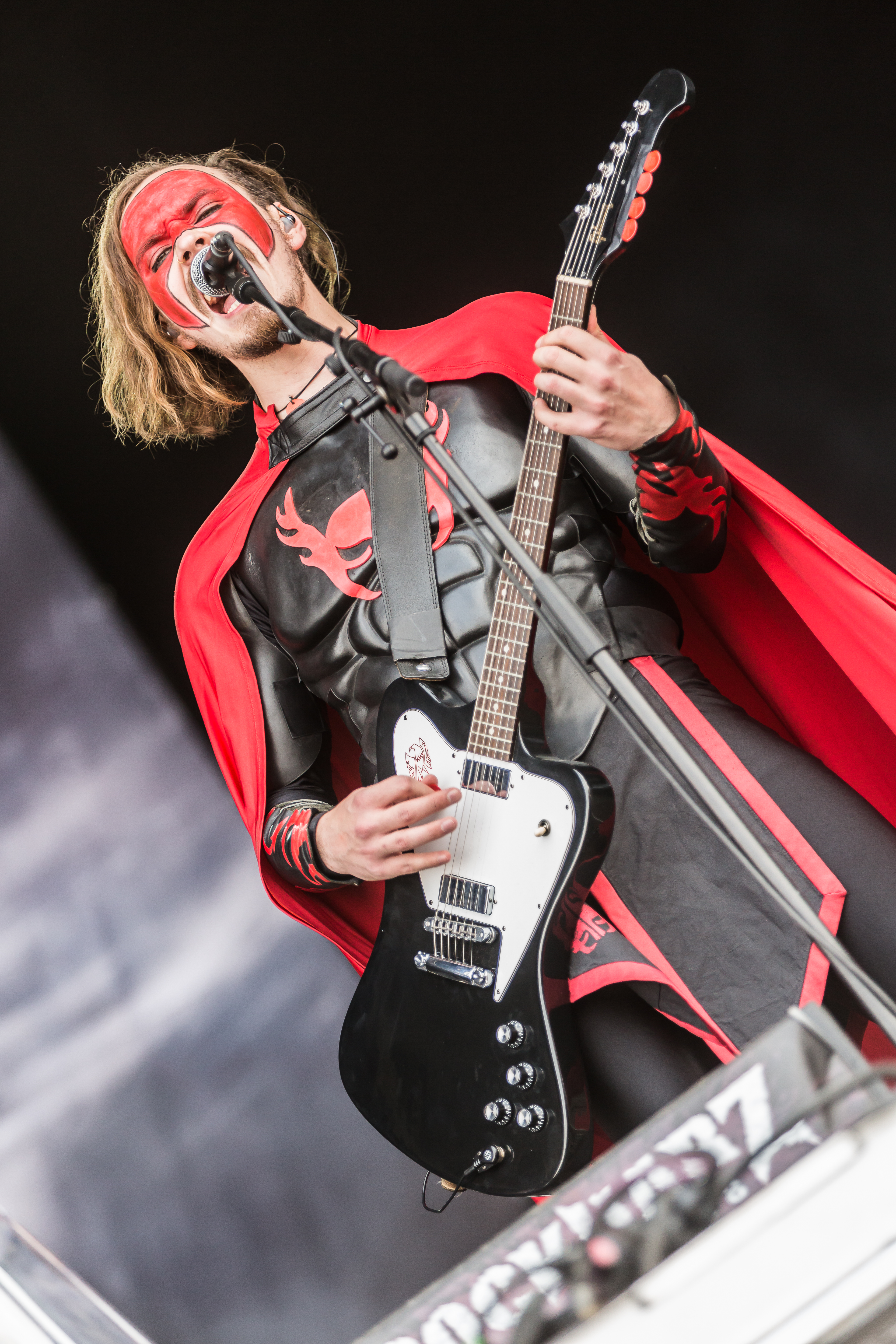
Count Cranium
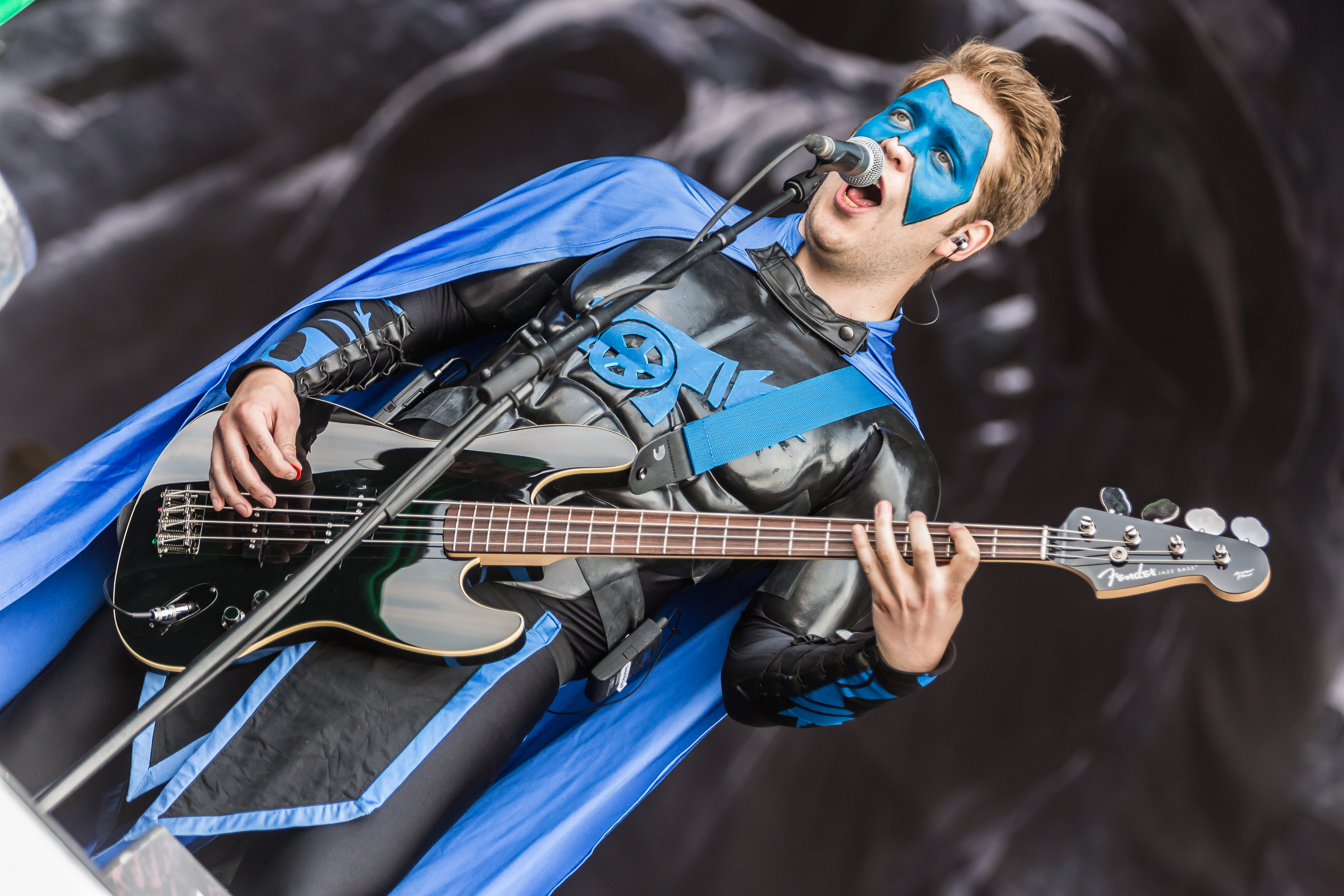
Duncan MacLoud

Durch ihre Superheldenkostüme und selbstironisches Auftreten hebt sich die Band stark vom sonst eher düsteren Heavy Metal ab. Da trotzdem die gängigen Klischees wie das der heroischen Krieger verwendet werden, wird die Band von einigen als eine Persiflage auf das Metal-Genre verstanden.
Die Konzerte werden humorvoll als epische Schlachten inszeniert. Meist hat Dr. Skull den heiligen Gral der Grailknights gestohlen und im Laufe des Konzertes wird dieser von der Band zurückerobert. Dabei tauchen auf der Bühne diverse für beide Seiten kämpfende Nebenfiguren auf. Das Publikum, von der Band als Battlechoir (Schlachtchor) bezeichnet, wird aktiv durch anfeuernde Reden, kleinere Geschichten und Gags in die Schlacht integriert. Der Schlachtruf lautet: „Grailknights Battlechoir“, und das Publikum antwortet im Chor: „Yes Sire!“.
Zudem hat die Band immer wieder kleinere Geschichten rund um die Gralssuche gestrickt, wie z. B. Grail TV, mit dem in der Fan-Szene inzwischen berühmt gewordenen Mohrrübenmann (Episode 3).

## Charaktere

### Band
- Count Cranium
- Sir Optimus Prime
- Sovereign Storm
- Lord Drumcules
- Duncan MacLoud

### Verbündete
- Battlechoir
- Zapf Beauty die Bierstute
- Mohrrüben-Mann (Putze der Grailknights)

### Widersacher
- Dr. Skull
- Morph the swarf
- Urks (ein Drache)
- Professor Pain
- Cyborg Skull
- Jens (zugleich Akkordeonspieler)

## Diskografie

### Studioalben
- 2004: Across the Galaxy
- 2006: Return to Castle Grailskull
- 2008: Alliance
- 2014: Calling the Choir
- 2018: Knightfall
- 2022: Muscle Bound for Glory

### Live-Alben
- 2019: The Great VHS Battle

### EPs
- 2011: Non Omnis Moriar
- 2016: Dead or Alive

### DVDs
- 2010: Live at the Gates of Grailham City

### Musikvideos
- 2007: Moonlit Masquerade
- 2008: Tranquility's Embrace
- 2013: Superheromedley
- 2015: Far and Away
- 2016: Dead or Alive
- 2016: Crimson Shades of Glory (feat. Van Canto)
- 2018: Pumping Iron Power (feat. Joakim Brodén from Sabaton)[3]
- 2021: Turbo Boost (feat. Ben Metzner from Feuerschwanz and dArtagnan)
- 2022: Muscle Bound for Glory (feat. Angus McSix)
- 2022: Powaa!!!